# Collegio uninominale Marche - 01 (Camera dei deputati 2017)
Il collegio elettorale uninominale Marche - 01 è stato un collegio elettorale uninominale della Repubblica Italiana per l'elezione della Camera tra il 2017 ed il 2022.

## Territorio
Come previsto dalla legge elettorale italiana del 2017, il collegio era stato definito tramite decreto legislativo all'interno della circoscrizione Marche.
Era formato dal territorio di tutta la provincia di Ascoli Piceno e dai comuni di Altidona, Amandola, Belmonte Piceno, Campofilone, Grottazzolina, Lapedona, Magliano di Tenna, Monsampietro Morico, Monte Giberto, Monte Rinaldo, Monte Vidon Combatte, Montefalcone Appennino, Montefortino, Monteleone di Fermo, Montelparo, Monterubbiano, Montottone, Moresco, Ortezzano, Pedaso, Petritoli, Ponzano di Fermo, Santa Vittoria in Matenano e Smerillo in provincia di Fermo.
Il collegio era parte del collegio plurinominale Marche - 01.

## Eletti
| Elezione | Elezione | Deputato        | Partito            |
| -------- | -------- | --------------- | ------------------ |
|          | 2018     | Roberto Cataldi | Movimento 5 Stelle |

## Dati elettorali

### XVIII legislatura
Come previsto dalla legge elettorale, 232 deputati erano eletti con sistema a maggioranza relativa in altrettanti collegi uninominali a turno unico.
| Candidati              | Candidati                 | Voti    | %     | Liste                                | Voti    | %     |
| ---------------------- | ------------------------- | ------- | ----- | ------------------------------------ | ------- | ----- |
|                        | Roberto Cataldi ✔️ Eletto | 54 008  | 37,55 | Movimento 5 Stelle                   | 54 008  | 37,55 |
|                        | Marco Fioravanti          | 47 472  | 33,01 | Lega                                 | 22 606  | 15,72 |
| Forza Italia           | Marco Fioravanti          | 47 472  | 33,01 | 16 774                               | 11,66   |       |
| Fratelli d'Italia      | Marco Fioravanti          | 47 472  | 33,01 | 6 883                                | 4,79    |       |
| Noi con l'Italia - UDC | Marco Fioravanti          | 47 472  | 33,01 | 1 209                                | 0,84    |       |
|                        | Antimo Di Francesco       | 30 710  | 21,35 | Partito Democratico                  | 27 101  | 18,84 |
| +Europa                | Antimo Di Francesco       | 30 710  | 21,35 | 2 157                                | 1,50    |       |
| Civica Popolare        | Antimo Di Francesco       | 30 710  | 21,35 | 810                                  | 0,56    |       |
| Italia Europa Insieme  | Antimo Di Francesco       | 30 710  | 21,35 | 642                                  | 0,45    |       |
|                        | Pier Paolo Flammini       | 3 610   | 2,51  | Liberi e Uguali                      | 3 610   | 2,51  |
|                        | Giorgio Ferretti          | 2 993   | 2,08  | CasaPound                            | 2 993   | 2,08  |
|                        | Gabriele Marcozzi         | 1 915   | 1,33  | Potere al Popolo!                    | 1 915   | 1,33  |
|                        | Andrea Quaglietti         | 1 431   | 1,00  | Il Popolo della Famiglia             | 1 431   | 1,00  |
|                        | Emiliano Celli            | 1 104   | 0,77  | Partito Comunista                    | 1 104   | 0,77  |
|                        | Piero Maravalli           | 466     | 0,32  | Partito Valore Umano                 | 466     | 0,32  |
|                        | Alessandro Raccichini     | 107     | 0,07  | Lista del Popolo per la Costituzione | 107     | 0,07  |
| Totale                 | Totale                    | 143 816 | 100   |                                      | 143 816 | 100   |
|                        |                           |         |       |                                      |         |       |
| Voti non validi        | Voti non validi           | 4 249   | 2,87  |                                      |         |       |
| Votanti                | Votanti                   | 148 065 | 77,01 |                                      |         |       |
| Elettori               | Elettori                  | 192 261 |       |                                      |         |       |